# Arreísmo
El arreísmo es el estado de una zona que carece de corrientes fluviales. Según la estricta acepción de la palabra, son arreicas las extensiones de dunas de los desiertos cálidos, dado que la arena es permeable. No obstante, la existencia, en esos mismos desiertos, de suelos arcillosos o de lechos de piedras impermeables, puede permitir el establecimiento de cursos de aguas temporales (wadis). Prácticamente se considera como arreica toda región desprovista de corrientes fluviales permanentes, tal cual ocurre en el 17% de la superficie de los continentes.